# Мухр

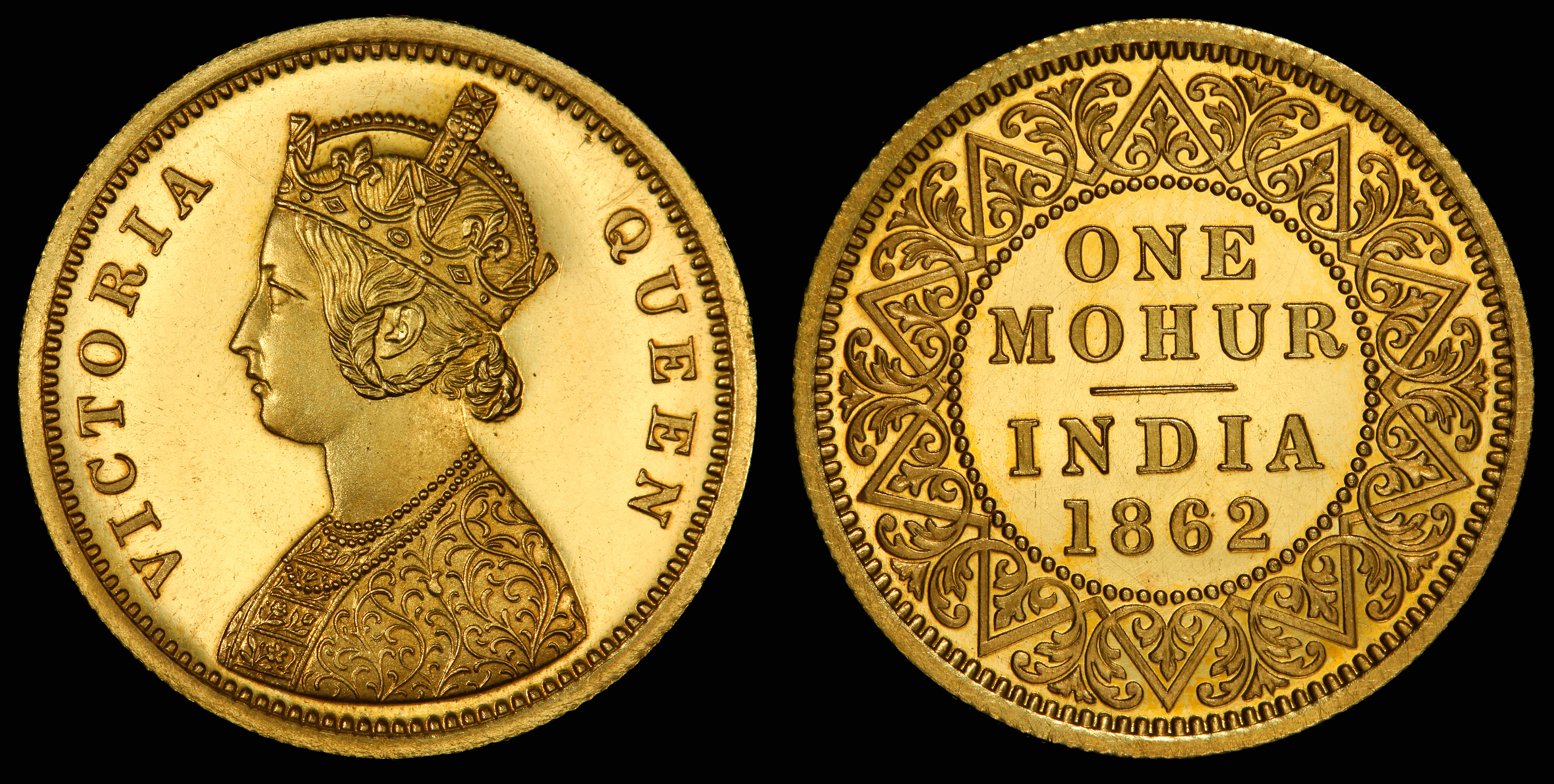
1 мухр, 1862

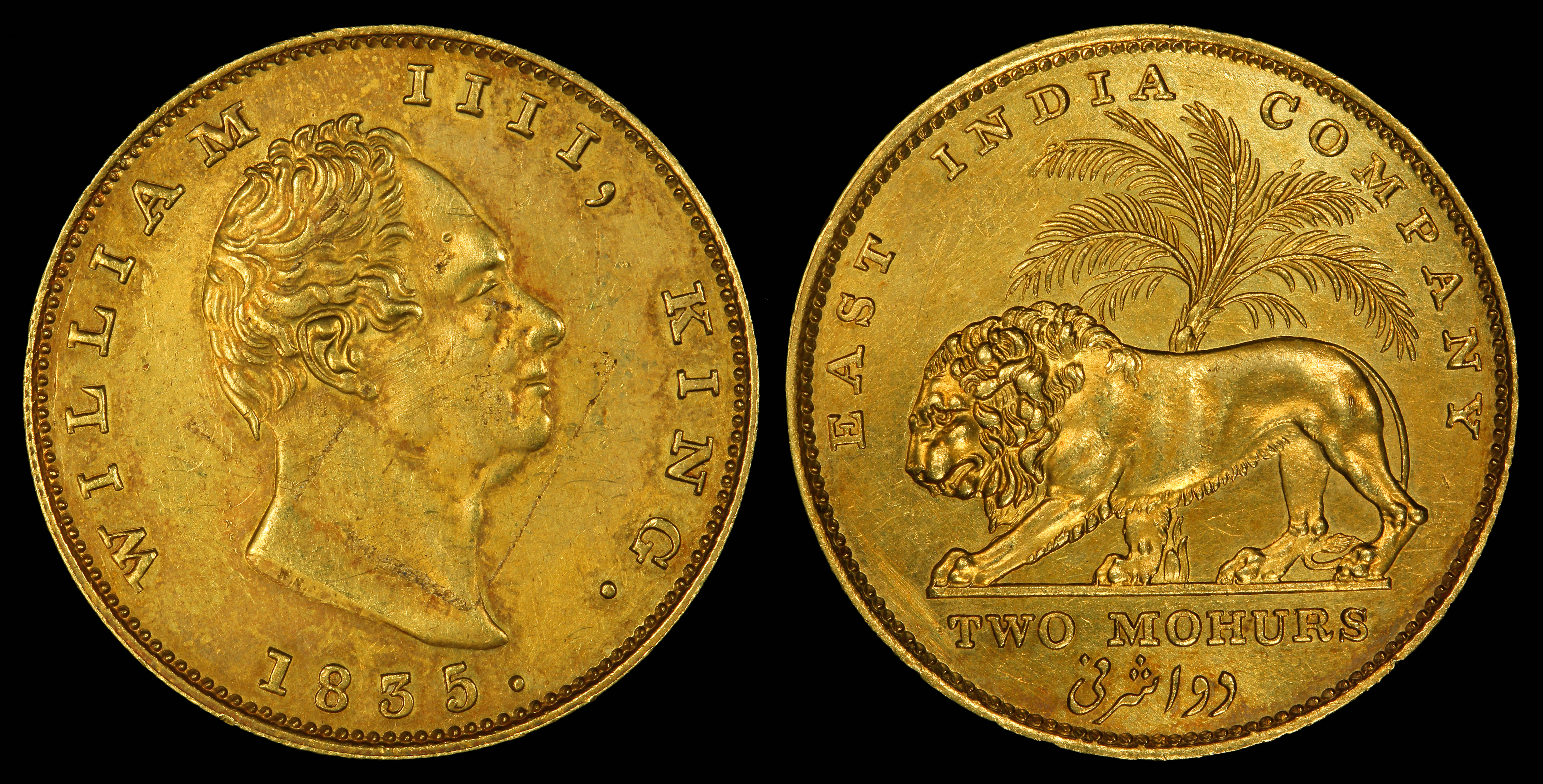
2 мухри, 1835

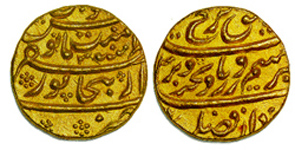
1683–1719

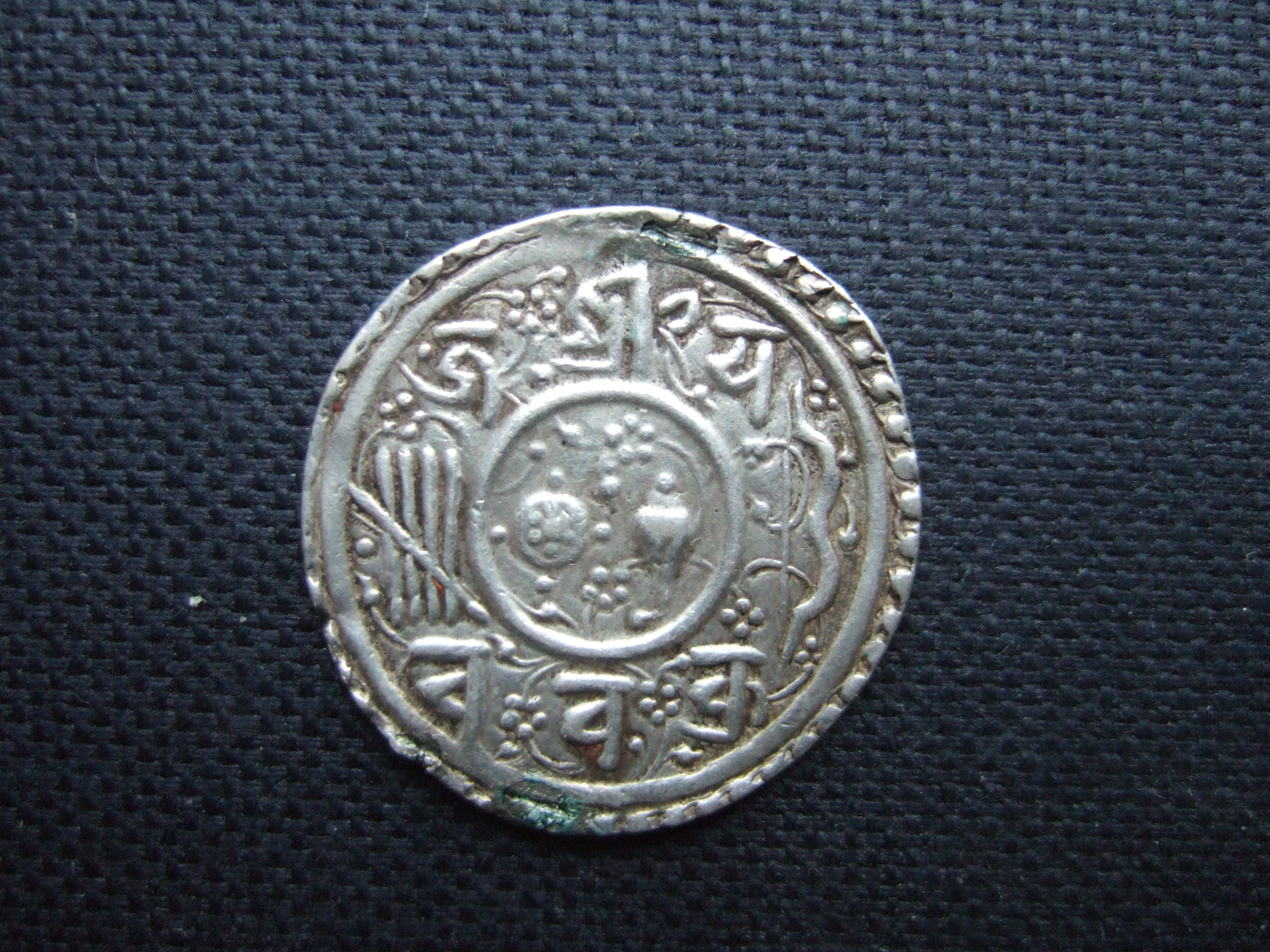
1669

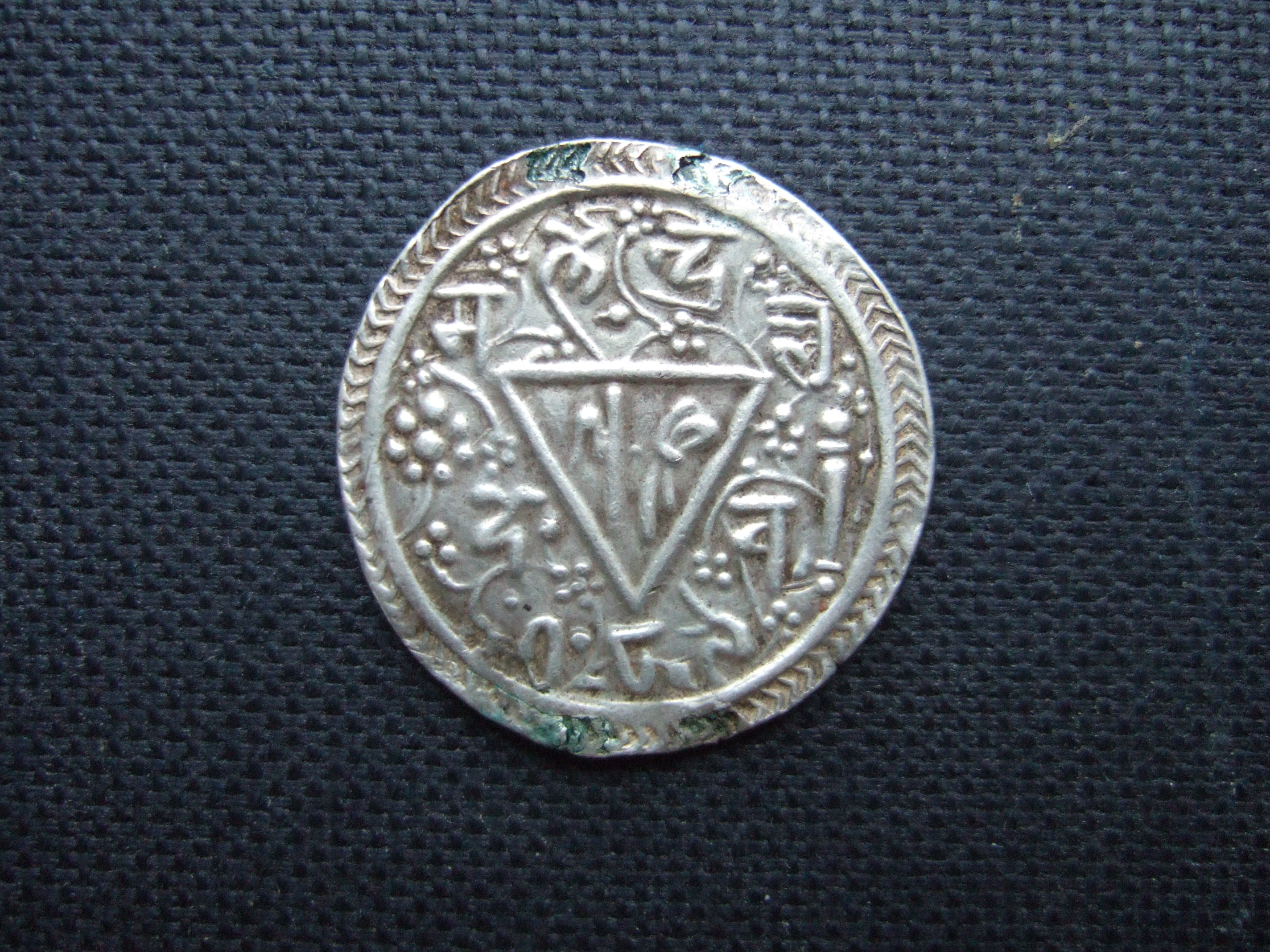
1669

Мухр, мохур, могур (англ. Mohur) — історична золота монета Індії, Непалу та Афганістану.

## МухрВеликих Моголів
Вперше випущена Акбаром близько 1562. Монета мала дуже високу пробу (не нижче 980-ї) і вага близько 11 г. Монета зазвичай мала круглу форму, спочатку також чотирикутну. Часто мухр, як та інші мусульманські монети, у відсутності зображень містив лише орнамент і написи. З часів Аурангзеба (1658-1707) на монеті містився рік випуску.
Випускали також монети, кратні мухру: 100, 50, 25, 20, 12 1/2, 10, 5, 4, 2, 1 мухр, а також фракції 1/2, 1/4, 1/5, 1/8, 1/16, 1/32 мухра. Великі номінали (від 100 до 10) були практично медалями, присвяченими різним подіям.У цей період 1 мухр прирівнювався до 10 рупій.
Після занепаду держави Великих Моголів багато індійських правителів випускали власні золоті мухри. Наприклад, Ассам у XVI-XIX століттях карбував власну монету мухр восьмикутної форми.

## МухрНепалу
Непальські мухри карбувалися в сріблі, перші типи (1566) важили близько 5,6 г.
З 1750 в Непалі карбувався також мухр в золоті (також вагою близько 5,6 г). Випускалися монети номіналом 1/128, 1/64, 1/32, 1/16, 1/8, 1/4 і 1/2 мухра, а також кратні монети в 1,5 і 2 мухра.

## Мухрбританської Індії
Англійська Ост-Індська компанія розпочала карбування власного золотого мухра в 1765.
В 1835 вид мухра уніфікований, на його аверсі стали поміщати портрет англійського короля. Монета 1 мухр важила 11,664 г (містила 10,692 г чистого золота), тобто за вагою відповідала рупії (її назвали «золота рупія»). 1 золота рупія прирівнювалася до 15 срібних рупій.
З 1870 випускали золоті монети номіналом 30, 15, 10 і 5 рупій (тобто в 2, 1, 2/3 і 1/3 мухра).
Востаннє власну золоту монету Британської Індії випущено в 1918. Деякий час власні золоті монети випускали деякі індійські незалежні держави аж до свого приєднання до Індії.
На початку 20 століття прирівнювалася до 16 рупій.

## 200 мухрів 1654 року
Монета 200 мухрів, викарбувана в 1654, вважається однією з найбільших за вартістю у світовій історії. Її вага становила 2 кілограми 177 грамів, діаметр - 136 мм.